# Richard Palmer (automobilismo)
A Richard Palmer foi uma equipe de Fórmula 1 norte-americana que participou das 500 Milhas de Indianápolis de 1950.